# حنجرة
الحَنْجَرَة (بالإنجليزية: The larynx)‏ وجمعها حَناجِر (بالإنجليزية: Larynges)‏، هي عُضوٌ في عُنُق (رقبة) رباعيات الأطراف، يشترك في التنفس وإنتاج الأصوات، ويُسهم في حماية الرُّغامَى من دخول الطعام إليها. تحتوي الحَنجَرة على الحبال الصوتيّة، وتتولى الحَنجَرة التحكُّم في توتُّر هذه الحبال وما ينشأ عن ذلك من توتر اهتزازاتها عند مرور الهواء بها، وهو أمر بالغ الأهمية في عملية التصويت. تقع الحَنْجَرة أسفلَ مكان انقسام البُلْعُوم إلى رُغامَى (قصبة هوائية) ومَرِيء.

## البنية

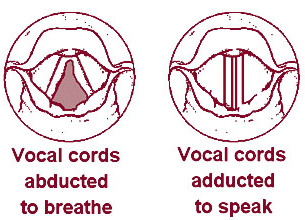
الحبال الصوتيّة كما تظهر في حالتي التقريب (يمين) والتبعيد (يسار).

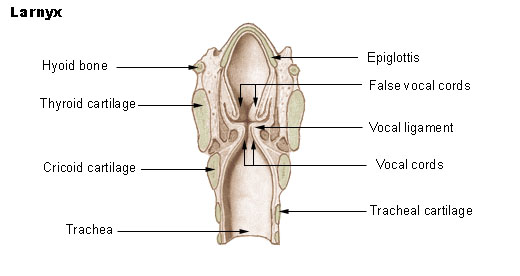
الأجزاء الرئيسية المكوّنة للحنجرة عند الإنسان، من خلال مقطع جبهي.

### الغضاريف
هناك ستة غضاريف، ثلاثة مفردة وثلاثة أزواج تدعم وتُشكِّلُ هيكل حنجرة الثدييات.
الغضاريف المفردة:
- الغضروف الدرقي: يُشكِّلُ هذا الغضروف ما يُسمى بتفَّاحة آدم. عادةً ما يكون الغضروف الدرقيّ أكبر عند الذكور منه عند الإناث. يترافق هذا الغضروف بغشاء درقيّ لامِيّ وهو غشاء يصل بين العظم اللامي والغضروف الدرقيّ.
- الغضروف الحلقيّ: حلقة من غضروف زُجاجي (هيالينيّ) تُشكِّل الجزء السفليّ من جدران الحنجرة، وترتبط هذه الحلقة من الأسفل ببداية الرُغامى (قصبة هوائية). ويصل الرباط الحلقيّ الدرقيّ بين الغضروف الحلقيّ والغضروف الدرقيّ.
- لسان المِزمَار: غضروف مَرِن كبير له شكل ملعقة. له دور مهم في عمليّة البلع، حيث أنه عند بلع الطعام يرتفع البلعوم والحنجرة، يؤدِّي رفع البلعوم إلى توسيعه مما يسمح له باستقبال الطعام والشراب، بينما يؤدي رفع الحنجرة إلى تحرُّك لسان المزمار إلى أسفل وتغطية مَشَقّ المزمار (فتحة الحنجرة العلويّة) مغلقًا إياها.

الغضاريف المزدوجة:
- الغضاريف الطرجهاليّة: تُعتبر الغضاريف الأهم بسبب تأثيرها على توضُّع وتوتّر الطيّات الصوتيّة. لهذه الغضاريف شكل مُثلّثِيّ وتقع عند الحافة الخلفيّة العلويّة للغضروف الحلقيّ.
- الغضاريف القرينيّة: قطع غضروفيّة مرنة بشكل قرون تتوضّع على قمة كل غضروف طرجهاليّ.
- الغضاريف الإسفينيّة: قطع غضروفية مرنة تتوضع أمام الغضاريف القرينيّة.

### العضلات
تُقسم عضلات الحنجرة إلى داخليّة وخارجيّة:
- تُقسم العضلات الداخليّة إلى تنفسيّة وتصوتيّة (عضلات التصويت). تقوم العضلات التنفسيّة بتحريك الأحبال الصوتيّة على انفراد وتخدم بشكل رئيس في التنفّس. أما العضلات التصويتيّة فتقوم بتحريك الحبال التنفسيّة معًا وتخدم في إنتاج الصوت.

- أما العضلات الخارجيّة فتمر بين الحنجرة والبُنى المحيطة بها بينما تكون الداخليّة منحصرة تمامًا داخل الحنجرة بشكل كامل. العضلات الخارجيّة التنفسيّة الرئيسية هما العضلتان الحلقيّتان الطرجهاليّتان. أما العضلات الخارجيّة التصويتية فتنقسم إلى مُقرِّبَات (عضلتان حلقيّتان طرجهاليتان وحشيتان، وعضلتان طرجهاليتان) ومُوتِّرَات (عضلتان حلقيّتان درقيّتان، وعضلتان درقيّتان طرجهاليّتان).

#### الداخليّة
تكون العضلات الحنجريّة الداخليّة مسؤولة عن التحكّم بإنتاج الصوت.
- العضلة الحلقيّة الدرقيّة: تطيل وتوتّر الطيّات الصوتيّة
- العضلتان الحلقيّتان الطرجهاليّتان الخلفيّتان: تُبعّدان وتديران الغضاريف الطرجهاليّة خارجيًّا، ما يؤدي إلى تبعيد الطيّات الصوتيّة
- العضلتان الحلقيّتان الطرجهاليّتان الوحشيّتان: تُقرّبان الغضاريف الطرجهاليّة وتديرها داخليًّا، مما يؤدي لزيادة الانضغاط الأنسيّ
- العضلة الطرجهاليّة المعترضة: تُبعّد الغضاريف الطرجهاليّة، مما يؤدي لتبعيد الطيّتان الصوتيّتان.[5]
- العضلتان الطرجهاليتان المائلتان: تُضيّقان مدخل الحنجرة عبر تقليص المسافة بين الغضاريف الطرجهاليّة
- العضلتان الدرقيّتان الطرجهاليّتان - مُصرّة الدهليز:تقوم بتضييق مدخل الحنجرة وتقصير الطيّات الصوتيّة، وتقوم كذلك بتخفيض حدة الصوت. جديرٌ بالذكر أن العضلة الدرقيّة الطرجهاليّة الداخليّة هي القسم من العضلة الدرقيّة الطرجهاليّة الذي يهتزّ لإنتاج الصوت.

العضلة الوحيدة القادرة على فصل الحبال الصوتيّة من أجل التنفس العادي هي العضلة الحلقيّة الدرقيّة الخلفيّة. فإذا ما كانت هذه العضلة عاجزة على الجانبين، سيحدث عجز في سحب الحبال الصوتيّة بعيدة عن بعضها (تبعيدها) مما سيؤدي إلى صعوبة في التنفّس. أيضًا الإصابة ثنائية الجانب للعصب الحنجري الراجع ستُسبّب هذه الحالة أيضًا. من الجير بالذكر أيضًا أن جميع العضلات في الحنجرة تُعصّب بالفرع الحنجري الراجع للعصب المُبهم باستثناء العضلة الحلقيّة الدرقيّة التي تُعصَّب بالفرع الحنجري الخارجيّ من العصب الحنجريّ العلويّ (فرع من المُبهم).
بالإضافة إلى ذلك، فإن العضلات الحنجريّة الداخليّة تتميّز بخاصيّة دارئة تجاه شوارد الكالسيوم Ca+2، وهذا يُنبؤ بقدرتها على التعامل مع تغيّرات الكالسيوم بشكل أفضل مما هو في العضلات الأخرى. تتفق هذه الخاصيّة مع وظيفة هذه العضلات المتمثلة بكونها عضلات سريعة ذات قدرة مُطوّرة على العمل لفترات طويلة. اقترحت العديد من الدراسات أن الآليات التي تشارك في العزل الفوري لشوارد الكالسيوم (بروتينات استقبال شوارد الكالسيوم الساركوبلاسيمة أي الخاصة بالهيولى العضليّة، ومضخات الغشاء البلازمي، والبروتينات الدارئة لشوارد الكالسيوم في العصارة الخلويّة) تكون مرتفعة بشكل خاص في العضلات الحنجريّة، مما يشير إلى أهمية وظيفة الألياف العضليّة وضرورة حمايتها ضد الأمراض كالحثل العضلي الدوشيني.

#### الخارجية
تدعم عضلات الحنجرة الخارجية في موضعها عند بداية الرُغامى.
- الإبريّة الدرقيّة: تخفض الحنجرة
- الكتفيّة اللاميّة: تخفض الحنجرة
- الإبريّة اللاميّة: تخفض الحنجرة
- مُعصِّرة البلعوم السفليّة
- العضلات الدرقيّة اللاميّة: ترفع الحنجرة
- ذات البطنين: ترفع الحنجرة
- الإبريّة اللاميّة: ترفع الحنجرة
- الضرسيّة اللاميّة: ترفع الحنجرة
- الذقنيّة اللاميّة: ترفع الحنجرة
- تحت اللسان: ترفع الحنجرة
- الذقنيّة اللسانيّة: ترفع الحنجرة

### التعصيب
تُعصّب الحنجرة من فروع العصب المبهم على كل جانب. فيأتي التعصيب الحسيّ للسان المزمار والدهليز الحنجري من الفرع الباطن للعصب الحنجري العلويّ. أما الفرع الظاهر للعصب الحنجري الراجع فيُعصّب العضلة الحلقيّة الدرقيّة، أما التعصيب الحركيّ لبقيّة عضلات الحنجرة والتعصيب الحسيّ لما تحت لسان المزمار فيُقدِّمه العصب الحنجري الراجع. وبينما يصف ما سبق الإحساس الحشويّ (العام) (منتشر وضعيف في تحديد الموضع) فإن الطيّة الصوتيّة تتلقّى أيضًا تعصيبًا حسيًّا جسديًّا عامًا (لمس وحسيّ عميق) عبر العصب الحنجري العلوي.
تُسبِّبُ إصابات العصب الحنجريّ الظاهر ضعفًا في التصويت بسبب عدم قدرة على شدّ الطيّات الصوتيّة. إصابة أحد العصبين الحنجريِّين الراجعين تُحدث بَحّة، وإذا ما كان كلا العصبين متأذيين فإن الصوت يمكن أن يتأثر أو لا يتأثر، أما التنفّس فسيصبح صعبًا حتمًا.

### التطور
في البشر البالغين، تكون الحنجرة في مقدمة العنق في مستوى الفقرات الرقبيّة الثالثة حتى السادسة، وتقوم بربط الجزء السفليّ من البلعوم بالرغامى. يتألف الهيكل الحنجريّ من ستة غضاريف: ثلاثة مفردة (لسان المزمار، والدرقي، والحلقيّ) وثلاثة أزواج (الطرجهاليين، والقرينيَّين، والإسفينيَّان). العظم اللامي ليس جزءًا من الحنجرة، على الرغم من أن الحنجرة مُعلَّقة من العظم اللاميّ. تمتد الحنجرة عموديًا من قمة لسان المزمار إلى الحافة السفليّة للغضروف الحلقيّ، أما داخلها فيُقسم إلى فوق لسان المزمار ولسان المزمار وما تحت لسان المزمار.
في الرُضّع حديثي الولادة، تتوضع الحنجرة في مستوى الفقرتان الرقبيّتان الثانية والثالثة، وتكون إلى الأمام والأعلى من موضعها في جسم البالغين. من ثمّ تهبط الحنجرة بنموّ الطفل.

## الوظيفة

### توليد الصوت
ينشأ الصوت في الحنجرة، وفيها أيضًا يُضبط حجم الصوت وحدَّتُه، ويساهم في هذا الأمر قوة الزفر من الرئتين (في جهوريّة الصوت).
يُستخدم ضبط الحنجرة للصوت في توليد صوت ذو تردُّد أساسيّ معيّن أو حدّة ما. يخضع هذا الصوت لتغيُّرات أثناء مروره خلال السبيل الصوتيّ وذلك اعتمادًا على موضع اللِّسَان والشفتين والفم والبلعوم. تخلق التغييرات التي يخضع لها الصوت الخارج من الحنجرة أثناء مروره عبر فلتر السبيل الصوتي، تخلق هذه التغييرات الأصوات اللغويّة المختلفة (الأحرف الساكنة وأحرف العلّة) الموجودة في لغات العالم المختلفة وكذلك النغمة عبر عمليّات واعية من الإجهاد واللحن اللغويّ. بالإضافة إلى أن للحنجرة وظيفة مشابهة للرئتين في خلق فوارق الضغط المطلوبة لإنتاج الصوت، حيث أن الحنجرة المنقبضة قد ترتفع أو تنخفضل مؤثِّرَةً بذلك على حجم تجويف الفم وهي ضروريّة في الأصوات الساكنة الناشئة في المزمار.
يمكن أن تتقارب الطيَّتان الصوتيَّتان (عبر تقريب الغضروفين الطجهاليين) مما يسمح لهما بالاهتزاز. ويتحكم في هذه العمليّة العضلات المرتبطة بالغضرفين الطرجهاليين وذلك عبر التحكّم في درجة الانفتاح. كما يمكن التحكُّم بطول وتوتّر الطيّة الصوتيّة عبر هزّ الغضروف الدرقيّ إلى الأمام والخلف على الغضروف الحلقيّ (إما بشكل مباشر عبر تقلُّص العضلة الحلقيّة الدرقيّة أو بشكل غير مباشر عبر تغيير موضع الحنجرة عموديًَّا) عبر ضبط توتّر العضلات الموجودة داخل الطيّتان الصوتيَّتان وعبر تحريك الغضروفين الطرجهاليين إلى الأمام والخلف، يتسبَّبُ هذا بارتفاع أو انخفاض حدّة الصوت خلال عمليّة التصويت. في معظم الذكور تكون الطيَّتان الصوتيّتان أطول وكتلة أكبر منها عند معظم الإناث، وهذا يؤدي لحدّة صوت أقل عند الذكور.
يتكوّن الجهاز الصوتي من زوجين اثنين من الطيّات المخاطيّة، هذه الطيّات زوج من الطيَّات الصوتيّة الكاذبة (طيّات دهليزيّة) وزوج من الطيّات الصوتيّة الحقيقيّة. تكون الطيّتان الصوتيّتان الكاذبتان (الدهليزيّتان) مغطيتان بظهارة تنفسيّة بينما تكون الطيّتان الصوتيّتان الحقيقيّتان (اختصارًا الصوتيّتان) مغطيتان بظهارة مطبّقة مُسطّحة. ينبغي فهم أن الطيّة الصوتيّة الكاذبة (الدهليزيّة) غير مسؤولة عن إنتاج الصوت ولكنها مسؤولة عن الرنين. هناكاستثناء لما سبق يحدث في الترنيمة التبتيّة والكارجيرا وهو نمط غناء توفي يصدر من الحلق. كلا نمطين السابقين يستخدم الطيّات الصوتيّة الكاذبة لخلق صوت خافت. جديرٌ بالذكر أن الطيّات الصوتيّة الكاذبة لا تحتوي على عضلات، بينما تحتوي الحقيقيّة على عضلات هيكليّة.

### أخرى

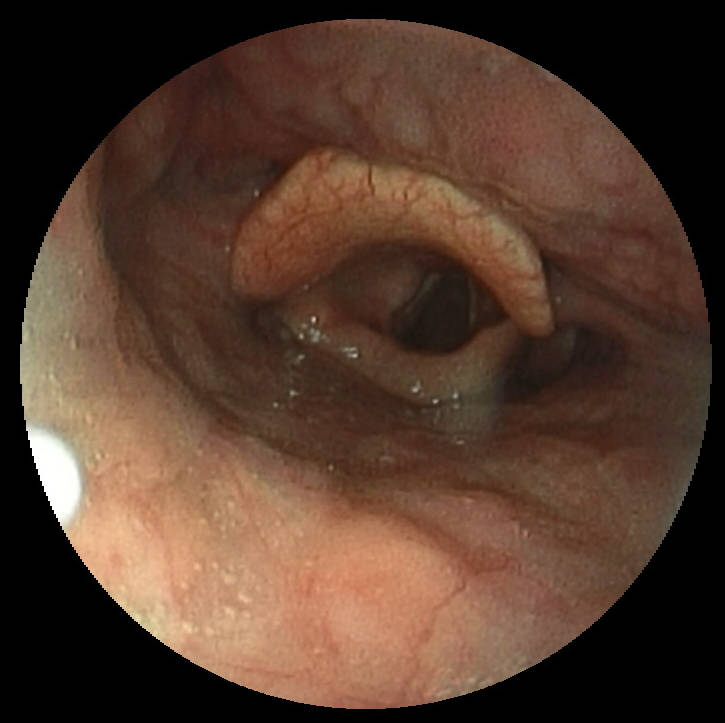
صورة من خلال عملية تنظير

تقوم الحنجرة بتوفير وظيفة حماية وهي الوظيفة الأهم لها، وذلك عبر منع دخول المواد الغريبة إلى الرئتين عبر السُعال والأفعال الانعكاسيّة الأخرى. يبدأ السعال بشهيق عميق عبر الطيّات الصوتيّة يتبعه ارتفاع للحنجرة وتقريب شديد (إغلاق) للطيّات الصوتيّة، ومن ثُم زفير قسريّ. يساعد على الزفير القسريّ ارتداديّة الأنسجة بالإضافة للعضلات الزفيريّة، فيضرب الهواء الطيّات الصوتيّة المُغلقة، مما يؤدي لارتفاع الضغط، فيطرد هذا الضغط المادة المُزعجة خارج الحلق. تنظيف الحلق عملية أقل عنفًا من السُّعال، ولكنها مشابهة لها في كونها زيادة للجهد التنفسيّ بمقابل تضيُّق عضليّة الحنجرة. كلا العمليّتين (السُّعال وتنظيف الحلق) يمكن التنبؤ بهما ويكونان ضروريَّتين لأنهما تنظّفان السبيل التنفسيّ، ولكنهما يُخضعان الطيّات الصوتيّة لجهد كبير.
دورٌ آخر هام للحنجرة هو تثبيت البطن، وهو شكل من أشكال مناورة فالسفا التي تمتلأ خلالها الرئتان بالهواء من أجل تقوية الصدر مما يسمح بنقل القوى المُطبّقة للرفع إلى القدمين. يُجرى هذا عبر أخذ نفس عميق يتبعه تقريب الطيّات الصوتيّة. ويكون الشخير في بعض الحالات أثناء رفع الأحمال الثقيلة نتيجة لتسرُّب بعض الهواء من خلال الطيّات الصوتيّة المتقاربة والتي تكون مستعدة للتصويت.
أيضًا تبعيد الطيّات الصوتيّة مهم أثناء المجهود البدني. حيث تنفصل الطيّات الصوتيّة عن بعضها بحوال 8 مم (0.31 إنش) خلال التنفُّس الطبيعي، ولكن هذا العرض يتضاعف خلال التنفُّس القسريّ.
أثناء عملية البلع، تُجبر حركة مؤخرة اللسان تُجبر لسان المزمار على الاستلقاء على الفتحة المزماريّة لمنع المواد المُبتلعة من الدخول إلى الحنجرة ومن ثُم إلى الرئة، حيث أن الحنجرة تُسحب أيضًا إلى أعلى للمساعدة في هذه العمليّة. تؤدي إثارة الحنجرة عبر المواد المهضومة إلى منعكس السُّعال القويّ وذلك بغية حماية الرئتين.
بالإضافة لما سبق، يتم تجنيب العضلات الحنجرية الداخليّة من الإصابة باضطرابات الحثل العضليّ، كحثل دوشيني العضليّ، وهذه الحقيقة تُسهِّل تطوير سلسلة الاستراتيجيّات لمنع الخسارة العضليّة وعلاجها في العديد من السسيناريوهات السريريّة. كما تمتلك العضلات الحنجريّة الداخليّة خاصيّة جهاز تنظيم مستويات الكالسيوم وهو ما يُرشِّحها لتحمُّل تغيُّرات الكالسيوم بشكل أفضل مقارنةً مع العضلات الأخرى، وهذا قد يُوفِّر نظرة ميكانيكيّة لخصائصها الفيزيولوجيّة المرضيّة الفريدة. 

## الأهمية السريرية

### الاضطرابات

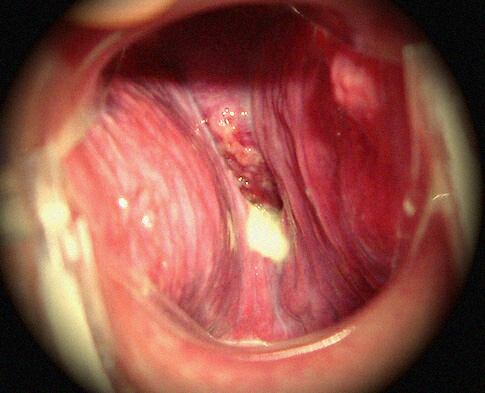
صورة تنظيرية لحنجرة إنسان ملتهبة

هناك العديد من الأشياء التي قد تُسبِّب اضطرابًا في وظيفة الحنجرة. بعض الأعراض قد تكون بحّة الصوت وفقدان الصوت وألم الحلق أو الأذنين وصعوبات التنفُّس. جديرٌ بالذكر أن زرع الحنجرة إجراء نادر للغاية، وكانت أول عملية ناجحة في العالم قد حدثت عام 1998 في عيادة كليفلاند، أما الثانية فقد حدثت في أكتوبر/تشرين الأول من عام 2010 في مركز دافيس الطبي التابع لجامعة كاليفورنيا في ساكرامنتو.
- التهاب الحنجرة الحاد هو الالتهاب والتورُّم المُفاجئ في الحنجرة. يحدث بسبب البرد العام أو بالصراخ المفرط. ليس خطيرًا على أي حال. بينما يحدث التهاب الحنجرة المزمن بسبب التدخين أو الغبار أو الصراخ المتكرر أو التعرُّض للهواء المُلوَّث لفترات طويلة، وهذه الحالة (الالتهاب المزمن) أكثر خطورةً من حالة الالتهاب الحاد.
- قد تحدث قرحات بسبب وجود أنبوب التنظير الرغامي لفترة طويلة
- السليلات والعقيدات هي نتوءات على الحبل الصوتي تحدث بسبب تعرُّض الحبل لدخان السجائر لفترات طويلة وسوء استخدام الصوت على الترتيب.
- هناك نموذجان لسرطان الحنجرة، وهما سرطان الخلايا الحرشفيّة والسرطان الثؤلولي وهما يترافقان بشدة مع التعرُّض المتكرّر لدخان السجائر والكحول
- شلل الحبال الصوتيّة هو ضعف في أحد أو كلا الطيتين الصوتيّتين، ويمكن لهذه الحالة أن تؤثر بشكل كبير على الحياة اليوميّة
- تشنّج الحنجرة مجهول السبب
- الارتجاع المريئي الحنجريّ حالةٌ يهيج فيها حمض المعدة الحنجرة ويحرقها. يمكن أن يحدث ضرر مشابه في حالة داء الارتجاع المعديّ المريئي.[16][17]
- تليُّن الحنجرة حالةٌ شائعة في الطفولة، ينخمص فيها الجزء العلوي من الحنجرة الذي يكون ليّنًا وغير ناضج وذلك عند الشهيق، مما يؤدي لتضيُّق الطرق الهوائية.
- التهاب سمحاق الغضروف الحنجريّ حالة التهاب في سمحاق غضاريف الحنجرة، تؤدي لحدوث تضيُّق في الطرق الهوائية
- شلل الحنجرة حالة تُشاهد عند بعض الثدييات (بما في ذلك الكلاب) لا تنفتح فيها الحنجرة بالعرض المطلوب لمرور الهواء مما يؤدي لإعاقة التنفُّس. في الحالات الخفيفة قد تؤدي إلى تنفُّس أو لهاث مبالغ فيه أو «خشن» وفي الحالات الخطيرة يمكن أن يكون هناك حاجة ملحّة للعلاج.
- حثل دوشيني العضليّ، لا تشمل هذه الحالة عضلات الحنجرة الداخلية، حيث أنها لا تعاني من أي نقص الديستروفين وقد تخدم هذه الحالة كنموذج مفيد لدراسة آليات تجنيب العضلات في الاضطرابات العصبية العضلية.[7] تقدم العضلات الحنجرية الداخلية المصابة بالحثل زيادة واضحة في تعبير البروتينات الرابطة للكالسيوم، وقد تسمح هذه الزيادة في التعبير تسمح صيانة توازن الكالسيوم بشكل أفضل مما يؤدي إلى عدم تنخّر العضل. تدعم النتائج كذلك مفهوم أن درء الكالسيوم غير الطبيعي جزء من هذه الأمراض العصبية العضلية.[18]

## حيوانات أخرى

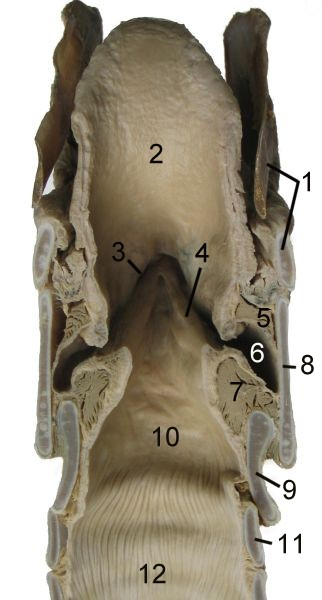
حنجرة مقطوعة تعود لحصان
(مقطع جبهي، منظر خلفي)
1 العظم اللامي; 2 لسان المزمار; 3 طية دهليزية; 4 طية صوتية; 5 عضلة بطينية; 6 بطين الحنجرة; 7 عضلة صوتية; 8 الغضروف الدرقي; 9 الغضروف الحلقي; 10 تجويف تحت مزماري; 11 الغضروف الرغامي الأول; 12 الرغامى

نفّذ عالم التشريح المقارن البريطاني فيكتور نيغوس عملًا رائدًا في بنية وتطوّر الحنجرة في عشرينيات القرن العشرين، وبلغ الذروة في عمله آلية الحنجرة (بالإنجليزية: The Mechanism of the Larynx)‏ عام 1929. أشار نيغوس على أي حال إلى أن نزول الحنجرة يعكس إعادة تشكّل ونزول اللسان البشري في البلعوم. وهذه العملية لا تكتمل حتى سن السادسة إلى الثامنة. بعض الباحثين كفيليب ليبرمان ودانيس كلات وبرانت دو بوير وكينيث ستيفينز باستخدام تقنيات نمذجة حاسوبية اقترحوا أن لسان الإنسان الخاص بنوعه يسمح للجهاز الصوتي (السبيل التنفسيّ فوق الحنجرة) بأن يتخذ الأشكال الملائمة لإنتاج أصوات الكلام التي تعزّز الكلام الإنساني. وتبدو أصوات أحرف العلة في كلمتي See و Do وهما [i] و [u] على الترتيب كما تظهران في التدوين الصوتي تبدو أقل عرضة للارتباك في الدراسات الكلاسيكية كما هو الحال في تحقيق بيترسون وبارنري عام 1950 حول إمكانات التعرّف على الكلام حاسوبيًَّا.
على النقيض من ذلك، وعلى الرغم من أن الأنواع الأخرى تمتلك حناجر أخفض فإن ألسنتها تبقى في أفواهها وأجهزتها الصوتيّة لا يمكن أن تنتج مجموعة أصوات الكلام عند البشر. القدرة على خفض الحنجرة بشكل عابر يمتد في بعض الأنواع على طول جهازها الصوتيّ، والذي بحسب فيتش يخلق وهمًا صوتيًَّا بأنهم أكبر. أظهر بحث في مختبرات هاسكينز في ستينيات القرن العشرين أن الكلام يسمح للبشر بتحقيق معدل تواصل صوتي تتجاوز تردد الاندماج في النظام السمعي عبر دمج الأصوات معًا في المقاطع والكلمات. أصوات الكلام الإضافية التي يمكننا اللسان البشريّ من إنتاجها وعلى نحو خاص [i] التي تسمح للبشر أن يستنتجوا بشكل غير واعٍ طول السبيل الصوتي للشخص المتحدث، تسمح هذه الأصوات الإضافية لنا بإنتاج عامل حاسم في استعادة الصوتيات التي تشكّل كلمةً.

### غير الثدييات
تمتلك معظم أنواع رباعيات الأطراف حنجرةً، ولكن بنيتها عادةً أبسط من تلك الموجودة عند الثدييات. الغضاريف المحيطة بالحنجرة على ما يبدو بقايا للأقواس الغلصمية الأصلية في الأسماك، وتكون الغضاريف كذلك معلم مشترك، ولكنه غير موجودة جميعها دائمًا.مثلًا، الغضروف الدرقيّ موجود فقط في الثدييات، وبشكل مشابه فإن الثدييات فقط تمتلك لسان مزمار حقيقيّ، على الرغم من وجود طيّة مخاطيّة غير غضروفيّة في مكان مشابه في العديد من المجموعات الأخرى. في البرمائيات الحديثة، يكون هيكل الحنجرة أقل بشكل ملحوظ، فالضفادع لديها فقط غضروف حلقيّ وغضاريف طرجهاليّة بينما السلمندر تمتلك غضاريفًا طرجهاليّة فقط.
تتواجد الطيّات الصوتيّة في الثدييات فقط، وفي بعض السحالي. كنتيجة فإن العديد من الزواحف والبرمائيات لا صوت لهم أساسًا، فالضفادع مثلًا تستخدم الرتوج في الرغامى لتعديل الصوت، بينما تمتلك الطيور عضو إنتاج صوت منفصل وهو المصفار.

## التاريخ
كان الطبيب الإغريقي القديم جالينوس أول من تحدَّث الحنجرة، واصفًا إياها بأنها «أول وأهم أداة للصوت».

## صور إضافية

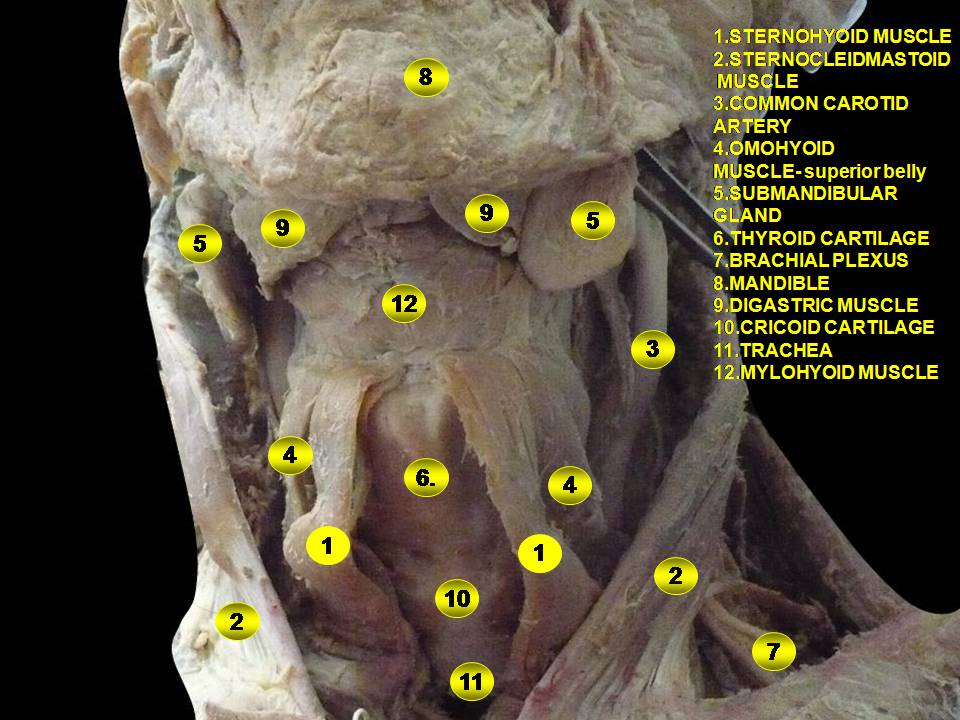
الحنجرة، تشريح عميق، منظر أمامي.
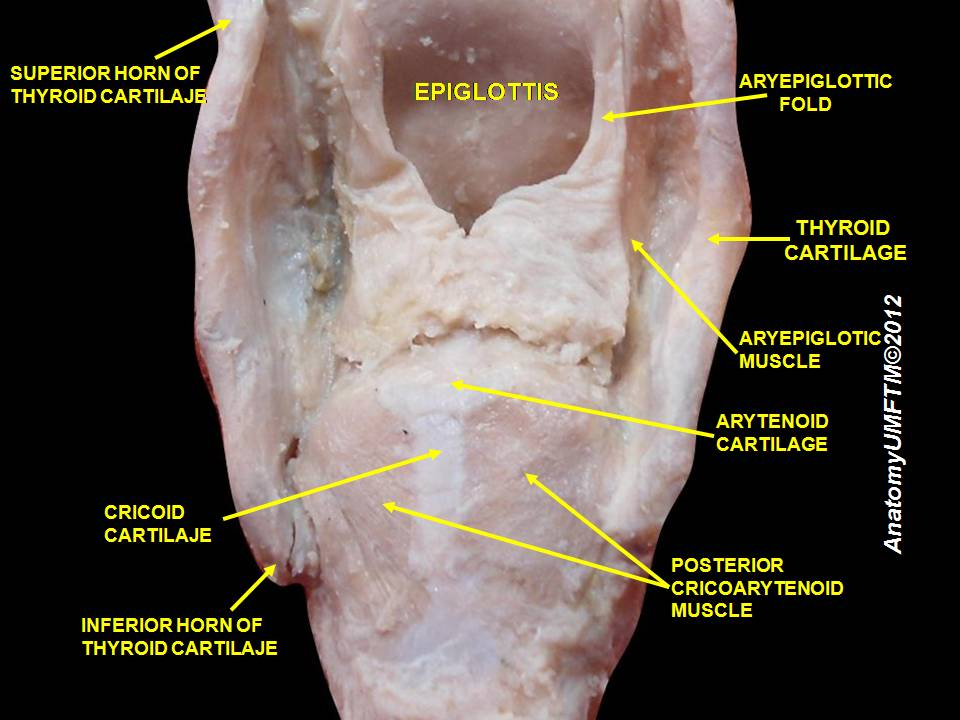
الحنجرة، تشريح عميق، منظر خلفي.